# Сары Сулейман-паша
Бошняк Сары Сулейман-паша (умер 14 октября 1687, Стамбул) — великий визирь Османской империи (18 ноября 1685 — 18 сентября 1687). Был казнён после поражения османской армии в битве при Мохаче (1687).

## Биография
Родился в Приеполе, в эялете Босния (сейчас — Республика Сербия). По национальности — босниец, имел прозвище «Сары» (Светловолосый). Первоначально служил великому визирю Кёпрюлю Фазылу Ахмеду-паше (1661—1676), затем являлся султанским конюшим.
18 ноября 1685 года после отстранения от должности Байбуртлу Кара Ибрагим-паши новым великим визирем был назначен Сары Сулейман-паша, который также поставлен главнокомандующим османской армией в войне против Австрийской империи. Сары Сулейман-паша безуспешно обращался к крымскому хану Селим-Гирею, пашам из Тимишоара, Секешфехервара и Осиека, пытаясь реорганизовать и укрепить османские войска в Венгрии. В июне 1686 года австрийские войска под командованием герцога Карла Лотарингского осадили крепость Буда. В июле того же года Сары Сулейман-паша во главе османской армии выступил из Белграда, чтобы оказать помощь осаждённому будинскому гарнизону под командованием Абдуррахмана Абди-паши. Турки-османы предприняли несколько попыток прорвать блокаду вокруг Буды, но безрезультатно. 2 сентября 1686 года австрийцы штурмом взяли крепость Буда. Вскоре после этого турки-османы потеряли Секешфехервар.
12 августа 1687 года в битве под Мохачем османская армия (80 тыс. чел.) под командованием великого визиря Сары Сулейман-паши потерпела крупное поражение от австрийских войск (60 тыс. чел.) под предводительством герцога Карла Лотарингского. После поражение под Мохачем в рядах османской армии вспыхнуло восстание против великого визиря Сары Сулейман-паши. В конце августа великий визирь бросил армию и бежал в Белград, а оттуда в Стамбул. Османские высшие офицеры избрали новым главнокомандующим губернатора Алеппо Кёпрюлю Сиявуш-пашу. В сентябре того же года информация о поражении под Мохачем и бегстве великого визиря достигла Стамбула. 18 сентября 1687 года султан Мехмед IV отстранил от занимаемой должности Сары Сулейман-пашу, назначив на пост великого визиря Кёпрюлю Абаза Сиявуш-пашу. 14 октября того же года Сары Сулейман-паша был казнён, а через два месяца, 8 ноября, султан Мехмед IV был свергнут с престола, который занял его младший брат Сулейман II.